# Anabel Medina
Anabel Medina (15 december 1996) is een atleet uit Dominicaanse Republiek.
Op de Olympische Zomerspelen van Tokio in 2021 behaalde Medina een zilveren medaille op de 4x400 meter estafette-gemengd.
- World Athletics: 14654338